# Cheo Feliciano
Jose Luis Feliciano Vega (Ponce, 3 de juliol de 1935 - San Juan, 17 d'abril de 2014), conegut com a Cheo Feliciano, fou un compositor i cantant de salsa i boleros porto-riqueny.
Fill de Prudencio Feliciano i Crescencia Vega, amb vuit anys va formar el seu primer grup amb els seus amics anomenat «El Combo Las Latas» amb instruments musicals fets amb llaunes. Després de l'escola primària, Feliciano va anar a l'Escuela Libre de Música Juan Morel Campos de Ponce, on va estudiar percussió.
El 1952, Feliciano es va traslladar amb la seva família al barri hispà de Harlem de Nova York on va fer la seva primera feina musical com a percussionista de la banda «Ciro Rimac's Review». Tito Rodríguez el va sentir i li va oferir feina en la seva orquestra. Després va deixar la seva banda per anar a tocar el conga amb Luis Cruz. Malgrat deixar Tito Rodríguez, sempre van mantenir l'amistat. Feliciano també va tocar la percussió en la orquesta de Kako y su Trabuco orquestra. Fou també roadie per Mon Rivera.
El 1955, Tito Rodriguez el va recomanar com a vocalista del Sextet de Joe Cuba. Era el baríton rar entre cantants de salsa, i la seva veu profunda i ràpid enginy per a improvisar el van convertir en un cantant favorit entre el públic llatí. El 5 d'octubre de 1957, Feliciano va debutar com a cantant amb el Sextet de Joe Cuba, amb la cançó "Perfidia", amb qui es va quedar durant 10 anys. El 1967, es va unir a la orquesta d'Eddie Palmieri amb qui va cantar dos anys.
La seva drogoaddicció des dels 21 anys el va portar a la heroïna, que va amenaçar la seva vida i carrera. Va decidir deixar les drogues i va ingressar en un centre de rehabilitació de Puerto Rico, Hogares CREA. Tite Curet Alonso fou l'autor de la majoria dels seus èxits i el seu amic millor, i qui el va empènyer per la seva rehabilitació. Com a resultat, es va convertir en un portaveu anti drogues, voluntari per assistir en la rehabilitació d'amics artistes de salsa que van caure presos de l'addicció a les drogues.
El 1971, Feliciano va tornar a la música amb l'àlbum Cheo, el seu primer enregistrament com a solista, amb composicions del seu amic Tite Curet. Incloia les cançons «Anacaona» i «Mi Triste Problema». Al llarg de la dècada de 1970, Feliciano va enregistrar quinze àlbums per «Fania Rècord Co.» amb èxits com Amada Mia i Juan Albañil. També va enregistrar a Argentina un dels seus primers àlbums de boleros La Voz Sensual de Cheo amb una banda dirigida per Jorge Calandrelli. Feliciano també va participar en la primera òpera salsa Hommy.
El 1982, Feliciano va començar la seva pròpia empresa d'enregistrament anomenada «Coche Rècords». El 1984, fou honorat per artistes com Rubén Blades i Joe Cuba en el concert Tributo a Cheo Feliciano. El 1983 va actuar al Teatro Amira de la Rosa a Barranquilla, Colòmbia. El 1987, va interpretar el pare de Roberto Clemente al musical Clemente. A Espanya va participar en diverses edicions del Carnaval de Tenerife i el 1992 va cantar en l'Exposició Universal de Sevilla.
El 1990 va enregistrar un altre àlbum de música bolero titulat Los Sentimientos de Cheo. El 1995, Feliciano va guanyar un Premi Platí per La Combinación Perfecta. El 2000, Feliciano va enregistrar Una Voz, Mil Recuerdos com a tribut a diversos cantants porto-riquenys. El 2002, va enregistrar Cheo en la Intimidad. El 2012, Feliciano i Rubén Blades van fer un àlbum titulat Eba Say Aja on ambdós artistes van enregistrar cadascú anteriorment les cançons. En el mateix any, Feliciano va formar part del grup de Sergio George anomenat Salsa Giants amb qui anava de gira en el moment de la seva mort.
Feliciano va conèixer Socorro "Cocó" Prieto León a Nova York, quan tenia 15 anys. Es van casar el 5 d'octubre de 1958 i van tenir quatre nens junts. Feliciano va dedicar el seu àlbum de 1993, Motivos, a la seva muller. Cheo Feliciano va morir la matinada del 17 d'abril de 2017 en un accident de trànsit.